# RSC-Rollis Trier
Der Rollstuhl-Sportclub Rollis 1985 Trier e. V. ist ein Verein für Behindertensport mit Sitz in Trier. Bekannt ist der Verein zur Zeit vor allem für seine Rollstuhlbasketballmannschaft, die unter dem Namen Doneck Dolphins Trier in der Rollstuhlbasketball-Bundesliga spielt.

## Geschichte
1982 wurde beim TV Germania Trier eine Abteilung Rollstuhlbasketball und im darauffolgenden Jahr eine Unterabteilung Tischtennis gegründet.
Nach Differenzen mit dem Stammverein kam es im Juni 1985 zur Gründung des Rollstuhl-Sportclub Rollis 1985 Trier e. V. als eigenständigem Verein mit den Abteilungen Rollstuhlbasketball und Tischtennis. 1997 wurde eine weitere Abteilung für Kinder- und Jugendsport ins Leben gerufen.

## Rollstuhlbasketball

### Geschichte
Die Rollstuhlbasketballmannschaft der RSC-Rollis Trier zunächst 1986 in die 2. Rollstuhlbasketball-Bundesliga Süd und 1994 in die Rollstuhlbasketball-Bundesliga auf. 1996 erreichte der Verein das DRS-Pokal-Finale und nahm 1998 erstmals an den europäischen Vereinswettbewerben des IWBF teil. Auf den Abstieg aus der Rollstuhlbasketballbundesliga 2001 folgten 2003 die Zweitligameisterschaft und der Wiederaufstieg.
Auf nationaler Ebene erreichten die RSC-Rollis Trier im DRS-Pokal 2004 und 2005 jeweils die Finalrunde und belegten 2013 dort den dritten Platz. 2014 und 2016 qualifizierte sich der Verein für die Playoffs um die Deutsche Meisterschaft und schied dort im Halbfinale aus. Auf internationaler Ebene spielte der Verein erneut im Jahr 2008, konnte sich 2012 für die Endrunde im André Vergauwen Cup qualifizieren und zog 2013 ins Finale des Challenge Cup ein. 2015 errang die mittlerweile unter dem Namen Doneck Dolphins Trier spielende erste Mannschaft mit dem Gewinn des André Vergauwen Cups den bisher größten Erfolg des Vereins. Im Lauf ihrer Geschichte stellte der Verein zahlreiche Spieler von Auswahlmannschaften. Bekanntester Akteur ist aktuell der deutsche Nationalspieler und mehrfache RBBL-Topscorer Dirk Passiwan.
Die Abteilung organisiert seit einigen Jahren jährlich ein Rollstuhlbasketball-Jedermannturnier in Trier.

### Erfolge
- 1989 – Aufstieg in die 2. Bundesliga
- 1996 – Aufstieg in die 1. Bundesliga
- 1996 – Finalteilnahme im DRS-Pokal
- 2003 – Aufstieg in die 1. Bundesliga
- 2004 – Halbfinale im DRS-Pokal
- 2005 – Halbfinale im DRS-Pokal
- 2013 – DRS-Pokal Final Four (3. Platz)
- 2015 – Sieger Euro-Cup 2 (Andre-Vergauwen-Cup)
- 2016 – 1. Bundesliga (3. Platz)
- 2018 – 1. Bundesliga (3. Platz)

#### Europapokal
- 1996 – Teilnehmer am Europapokal
- 1998 – Teilnahme am Europapokal der Pokalsieger
- 2008 – Teilnahme am Europapokal der Pokalsieger
- 2012 – Teilnahme am Euro-Cup 2 und am AVC-Cup
- 2013 – Teilnahme am Euro-Cup 2 und an der Qualifikation zum Challenge-Cup
- 2015 – Teilnahme und Sieg beim Euro-Cup 2

## Tischtennis

### Geschichte
Im Tischtennis schafften die RSC-Rollis Trier im Mannschaftspielbetrieb 1993, 1995, 2003 und 2006 jeweils den Aufstieg in die 2. Bundesliga, konnten sich dort jedoch immer nur kurzzeitig halten. In den Einzelwettbewerben errang 1994 Otmar Sauerwein den Deutschen Meistertitel. Nachdem durch den Rückzug von mehreren Aktiven der Spielbetrieb weitgehend zum Erliegen gekommen war, kam es seit 2014 zu Neustrukturierungen.
Daneben stellte der Verein im Laufe der Jahre mehrere deutsche Nationalspieler.

### Erfolge
- Deutscher Einzelmeister 1994 (Otmar Sauerwein)